# Fred Agabashian
Fred Agabashian (ur. 21 sierpnia 1913 w Modesto, zm. 13 października 1989 w Alamo) – amerykański kierowca wyścigowy.

## Kariera
W latach 1947–1957 startował w serii National Championship (zarówno pod szyldem AAA jak i USAC). Najlepsze miejsce w klasyfikacji sezonu zajął w 1950 roku kiedy to był czternasty. Szczególnie regularnie jednak startował w wyścigu Indianapolis 500, gdzie w 1952 roku udało mu się wywalczyć pole position.
Jego starty w Indianapolis 500 przypadły na okres gdy wyścig ten był zaliczany do klasyfikacji Mistrzostw Świata Formuły 1, w związku z czym Agabashian ma w statystykach Formuły 1 zapisane osiem startów, jedno pole position oraz 1,5 punktu.

## Starty w Indianapolis 500
| Rok  | Nadwozie     | Silnik      | Start | Wynik | Uwagi          |
| ---- | ------------ | ----------- | ----- | ----- | -------------- |
| 1947 | Kurtis Kraft | Duray       | 23    | 9     |                |
| 1948 | Kurtis Kraft | Duray       | 32    | 23    | Wyciek oleju   |
| 1949 | Maserati     | Maserati    | 31    | 27    | Przegrzewanie  |
| 1950 | Kurtis Kraft | Offenhauser | 2     | 28    | Wyciek oleju   |
| 1951 | Kurtis Kraft | Offenhauser | 11    | 17    | Sprzęgło       |
| 1952 | Kurtis Kraft | Cummins     | 1     | 27    | Turbosprężarka |
| 1953 | Kurtis Kraft | Offenhauser | 2     | 4     |                |
| 1954 | Kurtis Kraft | Offenhauser | 24    | 6     |                |
| 1955 | Kurtis Kraft | Offenhauser | 4     | 32    | Wypadł z toru  |
| 1956 | Kurtis Kraft | Offenhauser | 7     | 12    |                |
| 1957 | Kurtis Kraft | Offenhauser | 4     | 22    | Wyciek paliwa  |